# Ischnocolus khasiensis
Ischnocolus khasiensis är en spindelart som beskrevs av Benoy Krishna Tikader 1977. Ischnocolus khasiensis ingår i släktet Ischnocolus och familjen fågelspindlar. Inga underarter finns listade i Catalogue of Life.